# Nautisches Glas
Das nautische Glas  (Plural: Glasen) ist eine nautische Zeiteinheit. Es entspricht einer halben Stunde und wird verwendet, um den Wachdienst zur See zu regeln.
Die Bezeichnung geht auf die aus Glas hergestellte Sanduhr zurück, mit der früher die Zeiteinheiten für die Wache gemessen wurden. Nach jedem Ablauf einer Sanduhr, die auf ein halbe Stunde geeicht war, wurde eine Glocke geschlagen, was auch als „glasen“ bezeichnet wird.
Größere Zeiträume können relativ oder absolut (bezogen auf einen 4-stündigen Wachzyklus) in Glasen angegeben werden, z. B. "4 Glasen später" entspricht "nach 2 Stunden", oder "um 5 Glasen", was je nach Wachzyklus der Uhrzeit 2:30, 6:30, 10:30, 14:30, 18:30 oder 22:30 entspricht.